# Miyama, Fukuoka
Miyama (japanska: みやま市?, Miyama-shi) är en stad i Fukuoka prefektur i Japan. Staden bildades 2007 genom en sammanslagning av kommunerna Takata, Setaka och Yamakawa.